# Dani van Velthoven
Dani van Velthoven, ook optredend als DANY, (Purmerend, 1999) is een Nederlandse singer-songwriter en danser.
Van Velthoven is geboren en getogen in Purmerend. De zanger won 26 maart 2021 het elfde seizoen van The voice of Holland, waar hij werd gecoacht door Anouk.
In de finale zong hij zijn eerste single Magical Powers. Dit nummer kwam niet verder dan drie weken in de tipparade.
In 2023 was Van Velthoven te zien als secret singer in het televisieprogramma Secret Duets.

## Discografie

### Singles
| Single met eventuele hitnotering(en) in de Nederlandse Top 40 | Datum van verschijnen | Datum van binnenkomst | Hoogste positie | Aantal weken | Opmerkingen |
| ------------------------------------------------------------- | --------------------- | --------------------- | --------------- | ------------ | ----------- |
| Magical powers                                                | 2021                  | 03-04-2021            | tip25           | 3            |             |